# 가산중학교
가산중학교(加山中學校)는 대한민국 서울특별시 금천구 독산동에 있는 공립 중학교이다.

## 학교 연혁
- 1970년 8월 10일 : 강서여자중학교 36학급 설립인가
- 1971년 3월 3일 : 개교 및 입학식 거행(11학급)
- 1974년 1월 16일 : 제1회 졸업식 (685명)
- 1985년 3월 1일 : 가산중학교로 교명변경 (남녀공학)
- 2019년 9월 6일 : 제18대 이한민 교장 부임
- 2022년 1월 13일 : 제49회 졸업식(148명, 총 31,106명)

## 참고 자료
- 가산중학교 - 한국교육학술정보원 학교알리미